# Matteo Mecacci
Matteo Mecacci (Firenze, 21 febbraio 1975) è un politico e diplomatico italiano ed esperto di relazioni internazionali, dal 4 dicembre 2020 al 3 settembre 2024 è stato direttore dell'Ufficio per le istituzioni democratiche e i diritti umani.

## Biografia
Mecacci ha frequentato il liceo scientifico Niccolò Rodolico, e si è laureato in legge all'Università degli Studi di Firenze nel 2000.

### Campagne per i diritti umani presso le Nazioni Unite
Dal 2001 al 2008 è stato responsabile per il Partito Radicale Transnazionale presso la sede dell'ONU a New York City, dove ha coordinato e partecipato a diverse campagne concernenti la promozione della democrazia e la tutela dei diritti umani, come ad esempio la creazione della Corte penale internazionale e la campagna per la moratoria universale della pena di morte, che ha portato all'adozione da parte dell'Assemblea generale delle Nazioni Unite, il 18 dicembre 2007, di una Risoluzione che chiede ai paesi membri delle Nazioni Unite la Moratoria universale della pena di morte e che ha ricevuto il voto favorevole di oltre 100 paesi.
Dagli Stati Uniti è stato tra i promotori di una coalizione di ONG internazionali a favore della riforma delle Nazioni Unite e in particolare della Commissione per i Diritti Umani dell'ONU, poi riformata con la creazione del Consiglio per i Diritti Umani delle Nazioni Unite.
È stato tra i promotori della creazione dell'International Steering Committee della Comunità delle Democrazie, una coalizione di paesi Democratici promossa alla fine degli anni '90 dall'Amministrazione americana e da una serie di paesi di nuova democrazia.

### Deputato alla Camera
Grazie ad un accordo tra i Radicali Italiani ed il Partito Democratico, alle elezioni politiche del 2008 viene candidato alla Camera dei deputati, nella circoscrizione Lazio 2, venendo inserito all'interno delle liste del Partito Democratico e venendo eletto deputato della XVI Legislatura.
Ha fatto parte della III Commissione Affari esteri della Camera dei Deputati e della Delegazione Italiana presso l'Assemblea Parlamentare dell'OSCE.
Appena eletto è stato nominato Presidente dell'intergruppo parlamentare per il Tibet al Parlamento italiano che comprende oltre 120 tra Deputati e Senatori. Una Mozione a sua prima firma è stata approvata all'unanimità il 10 marzo 2008 dalla Camera dei Deputati in occasione della Ricorrenza del 50º anniversario dell'Insurrezione di Lhasa.
Nel Novembre del 2009 ha organizzato a Roma, presso la Camera dei Deputati il 5º Congresso Mondiale dei Parlamentari sul Tibet che ha visto la partecipazione di oltre 100 Parlamentari da oltre 30 paesi. In quella sede è stato promossa la costituzione del Network internazionale di parlamentari sul Tibet (INPaT) di cui nel giugno 2010 è divenuto Co-Presidente insieme al Parlamentare Europeo Thomas Mann".
Da deputato, nel gennaio 2009 è venuto alla ribalta per aver organizzato l'ostruzionismo parlamentare contro l'approvazione del Trattato di amicizia fra Italia e Libia firmato da Silvio Berlusconi e dal colonnello Gheddafi.
Il 20 gennaio 2009 ha promosso ed organizzato con il Partito Radicale Transnazionale una manifestazione pubblica contro l'accordo d'amicizia tra Berlusconi e Gheddafi.
Il 9 novembre 2010, con 274 sì e 261 no, viene approvata alla Camera una mozione da lui presentata, nonostante il parere contrario del Governo italiano e dei gruppi parlamentari di maggioranza, proprio sul trattato di amicizia Italia-Libia, che prevede l'impegno a chiarire i termini degli accordi..
Il 2 luglio 2009, a Vilnius (Lituania) Mecacci viene eletto relatore della Commissione democrazia, diritti umani e questioni umanitarie dell'assemblea parlamentare dell'OSCE (OSCE-PA). Mecacci è stato riconfermato in tale ruolo nel luglio 2010 ad Oslo dove è stato anche eletto Presidente del Gruppo Liberale e Democratico dell'Assemblea Parlamentare dell'OSCE.
Nel settembre 2009 e 2010 ha rappresentato l'Assemblea Parlamentare dell'Osce alla Riunione ODIHR a Varsavia.
Con l'Assemblea Parlamentare dell'OSCE Mecacci ha partecipato a numerose missioni di monitoraggio elettorale, tra queste: Moldavia (luglio 2009), Regno Unito (maggio 2010), Bosnia ed Erzegovina (ottobre 2010), Stati Uniti (novembre 2010), Bielorussia (dicembre 2010), Kazakhstan come vice-capodelegazione della missione OSCE (aprile 2011), Macedonia e Turchia (giugno 2011).
Il 9 luglio 2011 è stato eletto all'unanimità Presidente della Commissione Democrazia, Diritti umani e questioni umanitarie dell'Assemblea parlamentare dell'OSCE in occasione della 20ª Sessione annuale dell'Assemblea, che si è svolta dal 6 al 10 luglio a Belgrado, Serbia.
A marzo 2011 partecipa come Consulente Internazionale alla Conferenza Nazionale di riforma della Costituzione ad Accra, in Ghana.
Nel 2013 è stato a capo della missione ODIHR di monitoraggio elettorale in Georgia.

### Attività successive
Nel corso degli ultimi 10 anni, ha partecipato a numerose conferenze governative, parlamentari e non governative in diverse parti del mondo, su tematiche legate alla promozione della democrazia e la protezione dei diritti umani, sia in sede di Nazioni Unite che di Unione europea. Dal 2013 presidente dell'International Campaign for Tibet.
Il 4 dicembre 2020 è stato nominato dal Consiglio Ministeriale dell'OSCE, direttore dell'Ufficio per le istituzioni democratiche e i diritti umani (ODIHR) dell'OSCE.